# Vickers Wibault
Il Vickers Wibault (indicato anche come Vickers Type 121 oppure Vickers-Wibault Scout) era un aereo da caccia monoplano realizzato dall'azienda britannica Vickers nella seconda metà degli anni venti.
In sostanza era una realizzazione prodotta su licenza del francese Wibault 7; venne costruito in 26 esemplari che furono acquistati ed impiegati dal Servició de Aviación Militar de Chile fino al 1934.

## Sviluppo
Il Vickers Wibault fu il prodotto di una joint venture ante litteram tra la britannica Vickers Ltd e la francese Société des Avions Michel Wibault, azienda situata nel comune di Boulogne-Billancourt: nel giugno del 1925 venne costituita la società Wibault Patents Limited che, mettendo a frutto le competenze di Michel Wibault nel campo delle leghe di alluminio, si aggiudicò un ordine per la fornitura di aerei da caccia da parte delle autorità militari cilene.
All'atto pratico il velivolo realizzato per l'aviazione cilena fu la riproduzione su licenza del caccia francese Wibault 7, modello del quale la Vickers acquistò un esemplare per poi procedere con alcune modifiche sostanziali (la sostituzione dell'unità motrice e del carrello) ed altre minori. Il velivolo così modificato venne portato in volo per la prima volta alla fine di giugno del 1926.

## Descrizione tecnica
Il Type 121 era un monoplano dalla struttura interamente metallica: la sua peculiarità (che lo accomunava con le precedenti realizzazioni di Michel Wibault) era il rivestimento corrugato che poteva essere facilmente rimosso per la manutenzione o per eventuali interventi di riparazione. La velatura era costituita da una singola ala alta a parasole sostenuta da due vistosi puntoni che collegavano ciascuna semiala con la fusoliera; gli impennaggi erano di tipo tradizionale. Il carrello d'atterraggio era di tipo fisso con ammortizzatori oleopneumatici alle ruote anteriori e pattino posteriore.
Il motore era un radiale a 9 cilindri Bristol Jupiter VI, che sviluppava la potenza di 455 hp (nella versione originale francese, il motore era il radiale Gnome-Rhône 9A Jupiter a sua volta copia costruita su licenza del medesimo motore della Bristol).
L'armamento era costituito da due mitragliatrici Vickers calibro 7,7 mm, disposte nella parte anteriore della fusoliera e sparanti, sincronizzate, attraverso il disco dell'elica.

## Impiego operativo
Le consegne dei primi velivoli di serie ebbero luogo a partire dal novembre del 1926 e vennero ultimate, con la consegna del 26º esemplare, nel mese di ottobre dell'anno successivo.
Nel corso della carriera operativa il Type 121 mise in luce limiti strutturali e diversi velivoli andarono distrutti in seguito ad incidenti dei quali almeno uno causato dal distacco dell'ala durante il volo. Malgrado ciò i velivoli vennero mantenuti in servizio anche in seguito alla creazione della Fuerza Aérea de Chile (risalente al 1930) e furono dismessi solamente nel 1934.

## Utilizzatori
Cile
- Servició de Aviación Militar de Chile